# كفر علي عبد الله
قرية كفر على عبد الله هي إحدى القرى التابعة لمركز ميت غمر في محافظة الدقهلية في جمهورية مصر العربية. حسب إحصاءات سنة 2006، بلغ إجمالي السكان في كفر على عبد الله 953 نسمة، منهم 512 رجل و441 امرأة.